# Egg (banda)
Egg fue una banda de rock progresivo asociada a la escena de Canterbury. Fundada en enero de 1969, los miembros fundadores fueron el tecladista David Lloyd Stewart, el vocalista y bajista Mont Campbell y el baterista Clive Brocks. Al comienzo la banda llevaba el nombre de Uriel y participaba en ella el guitarrista Steve Hillage, pero tras la marcha de este el grupo firmó un contrato con el club "Middle Earth" y decidieron cambiar el nombre a Egg, ya que Uriel (nombre de un arcángel) sonaba a "orinal".
Uriel se formo en 1968 con Steve Hillage (guitarra y voz), Dave Stewart (órgano), Clive Brooks (batería) y Mont Campbell (bajo y voz). El grupo solo llegó a producir un álbum titulado Arzachel en junio de 1969. Con la partida de Steve Hillage el grupo cambió su nombre al de Egg.
A mediados de 1969 la banda firmó con el sello Deram, perteneciente a Decca, y lanzó su primer disco, titulado Egg, en marzo de 1970. En febrero de 1971 publicó su segundo disco, titulado The Polite Force, con ayuda del productor Neil Slaven. En 1974, la banda graba un disco titulado The Civil Surface, cuando Dave Stewart ya había firmado por Virgin para tocar en la banda Hatfield and the North.

## Discografía
Como Uriel
| Año  | Título   | Descripción                                              |
| 1969 | Arzachel | Arzachel (Egg + Steve Hillage = Uriel)                   |
| 2007 | Arzachel | Arzachel Collector's Edition by Uriel (con bonus tracks) |

Como Egg
| Año  | Título            | Descripción |
| 1970 | Egg               |             |
| 1971 | The Polite Force  |             |
| 1974 | The Civil Surface |             |